# Daniel Antonioli
Daniel Antonioli (Tirano, 27 de octubre de 1982) es un deportista italiano que compitió en triatlón. Ganó cuatro medallas en el Campeonato Mundial de Triatlón de Invierno entre los años 2009 y 2014, y cinco medallas en el Campeonato Europeo de Triatlón de Invierno entre los años 2006 y 2012.

## Palmarés internacional
| Campeonato Mundial | Campeonato Mundial          | Campeonato Mundial | Campeonato Mundial |
| Año                | Lugar                       | Medalla            | Prueba             |
| ------------------ | --------------------------- | ------------------ | ------------------ |
| 2009               | Gaishorn am See (Austria)   | Medalla de bronce  | Individual         |
| 2012               | Jämijärvi (Finlandia)       | Medalla de plata   | Individual         |
| 2013               | Cogne (Italia)              | Medalla de plata   | Individual         |
| 2014               | Cogne (Italia)              | Medalla de plata   | Individual         |
| Campeonato Europeo |                             |                    |                    |
| Año                | Lugar                       | Medalla            | Prueba             |
| 2006               | Schilpario (Italia)         | Medalla de bronce  | Individual         |
| 2007               | Triesenberg (Liechtenstein) | Medalla de bronce  | Individual         |
| 2009               | Látky (Eslovaquia)          | Medalla de bronce  | Individual         |
| 2010               | Lygna (Noruega)             | Medalla de bronce  | Individual         |
| 2012               | Carcoforo (Italia)          | Medalla de plata   | Individual         |